# عمليات الإعدام في نورنبيرغ
تم تنفيذ أحكام الإعدام في نورمبرغ في 16 أكتوبر 1946 بعد وقت قصير من انتهاء محاكمات نورنبيرغ. لقد تم إعدام عشرة أعضاء بارزين في القيادة السياسية والعسكرية لألمانيا النازية شنقًا وهم: هانز فرانك، وفيلهلم فريك، وألفرد يودل، وإرنست كالتينبرونر، وفيلهلم كايتل، ويواخيم فون ريبنتروب، وألفريد روزنبيرغ، وفريتز ساوكل، وأرتور زايس إنكفارت، ويوليوس شترايخر. كان من المقرر أيضًا شنق هيرمان غورينغ في ذلك اليوم، لكنه انتحر باستخدام كبسولة سيانيد البوتاسيوم في الليلة السابقة. كما حكم على مارتين بورمان بالإعدام غيابيًا، ولكن ورد أنه انتحر أثناء محاولته الهروب من برلين في 2 مايو 1945.
تم تنفيذ الأحكام في صالة الألعاب الرياضية بسجن نورمبرغ من قبل جيش الولايات المتحدة باستخدام طريقة السقوط القياسية بدلًا من السقوط الطويل.
الجلادون هم الرقيب جون س. وودز ومساعده، الشرطي العسكري جوزيف مالتا. ربما أخطأ وودز في تقدير طول الحبال المستخدمة في عمليات الإعدام، ذلك أن بعض الرجال لم يمتوا بسرعة من كسر الرقبة المقصود ولكنهم خنقوا حتى الموت ببطء.
أشارت بعض التقارير إلى أن بعض عمليات الإعدام استغرقت من 14 دقيقة إلى 28 دقيقة. نفى الجيش مزاعم بأن طول القطرة كان قصيرًا للغاية أو أن المدان مات بسبب الخنق بدلًا من كسر العنق.
بالإضافة إلى ذلك، كان باب المصيدة صغيرًا جدًا، لدرجة أن العديد من المدانين عانوا من نزيف في الرأس عندما أصابوا جوانب الباب أثناء السقوط.
يشاع أنه تم نقل الجثث إلى داكاو لإحراق جثث الموتى، ولكن تم حرقها بدلًا من ذلك في محرقة في ميونيخ وتناثر الرماد فوق نهر إيسار.
كتب كينغسبري سميث من خدمة الأخبار الدولية رواية شهود عيان لمراسل يراقب الشنق. ظهرت روايته الصحفية التاريخية مع الصور في الصحف.

## الكلمات الأخيرة
لقد سُئل أحد العشرة، ريبنتروب، عن ما إذا كان لديه أي كلمات أخيرة فقال: الرب يحمي ألمانيا. الرب يرحمني. أمنيتي الأخيرة هي أن ألمانيا يجب أن تستعيد وحدتها وأنه، من أجل السلام، يجب أن يكون هناك تفاهم بين الشرق والغرب. أتمنى السلام للعالم". ذكر قائد سجن نورمبرج بورتون س. أندروس لاحقًا أن ريبنتروب تحول إلى القسيس اللوثري في السجن Henry F. Gerecke [الإنجليزية]، مباشرة قبل وضع غطاء محرك السيارة على رأسه وهمس، "سأراك مرة أخرى."

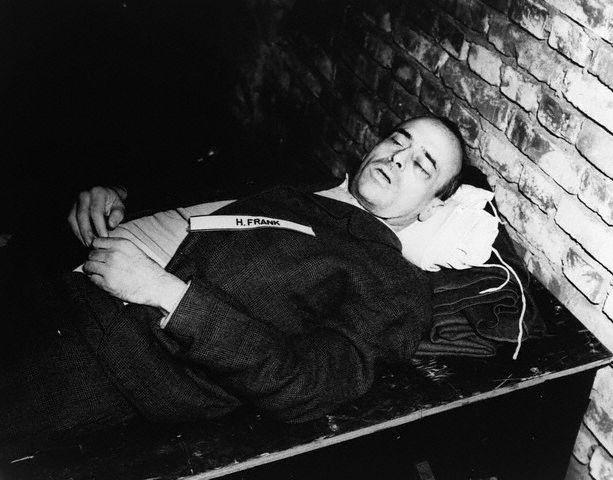
جسد هانز فرانك
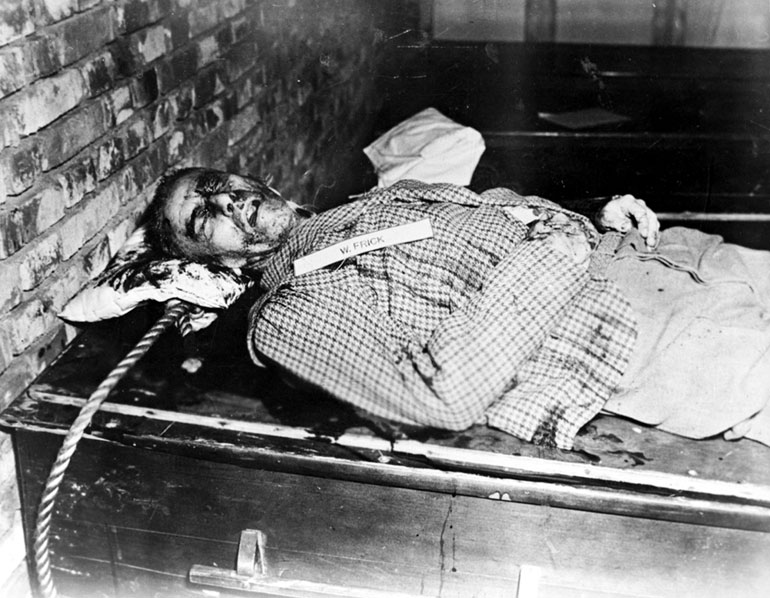
جثة فيلهلم فريك
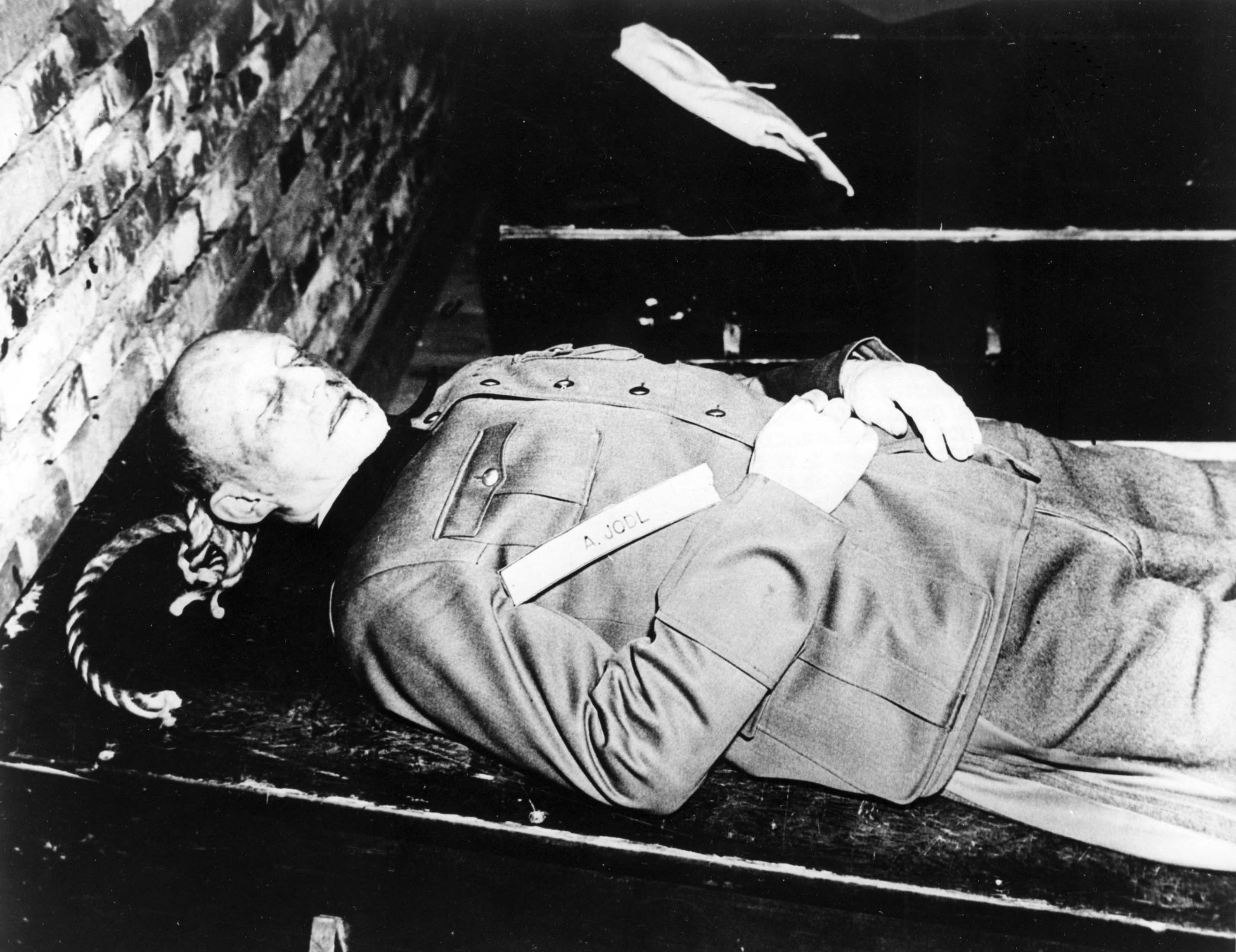
جثة ألفرد يودل
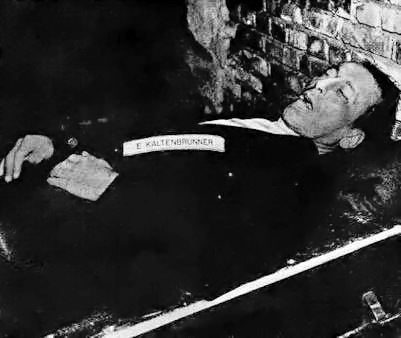
جسد إرنست كالتينبرونر
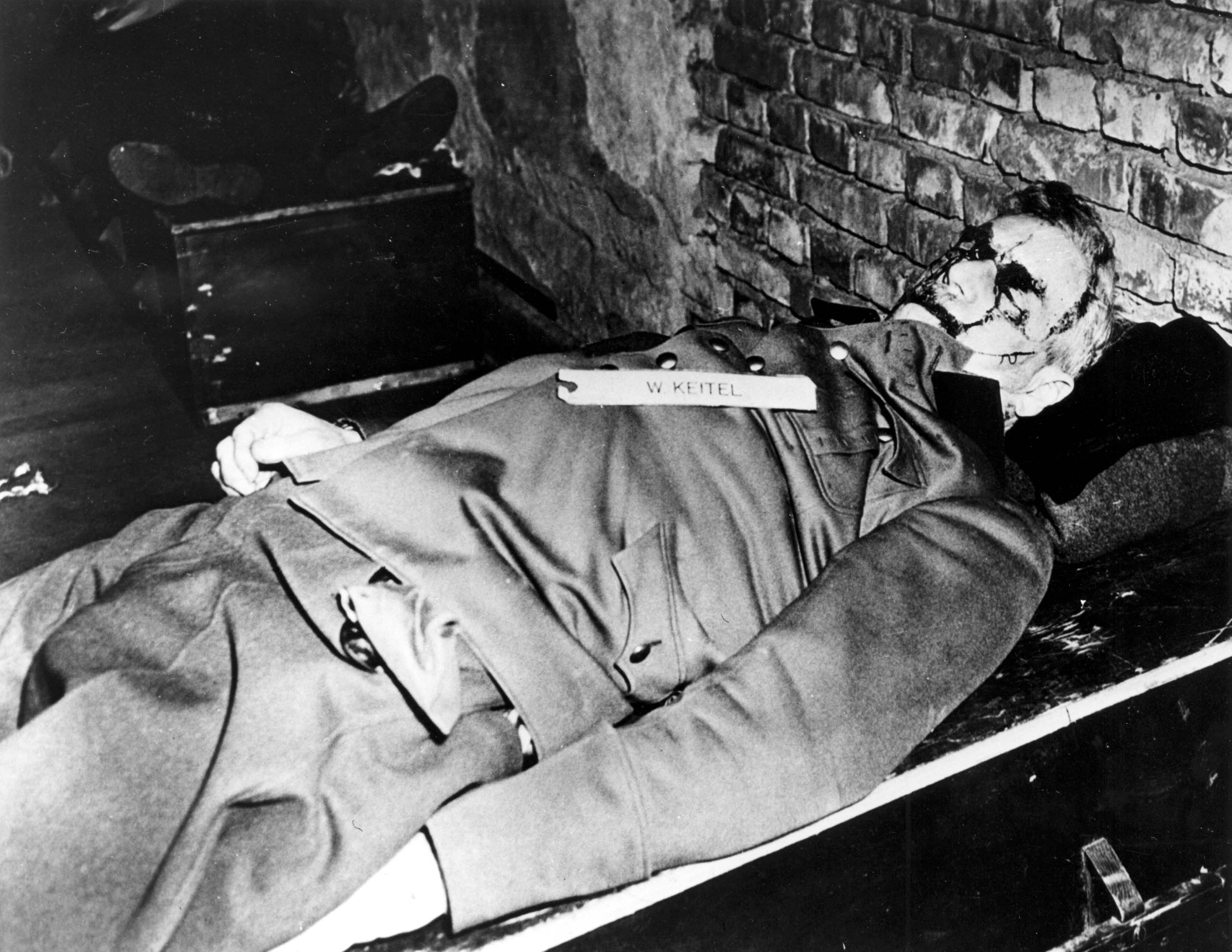
جثة فيلهلم كايتل
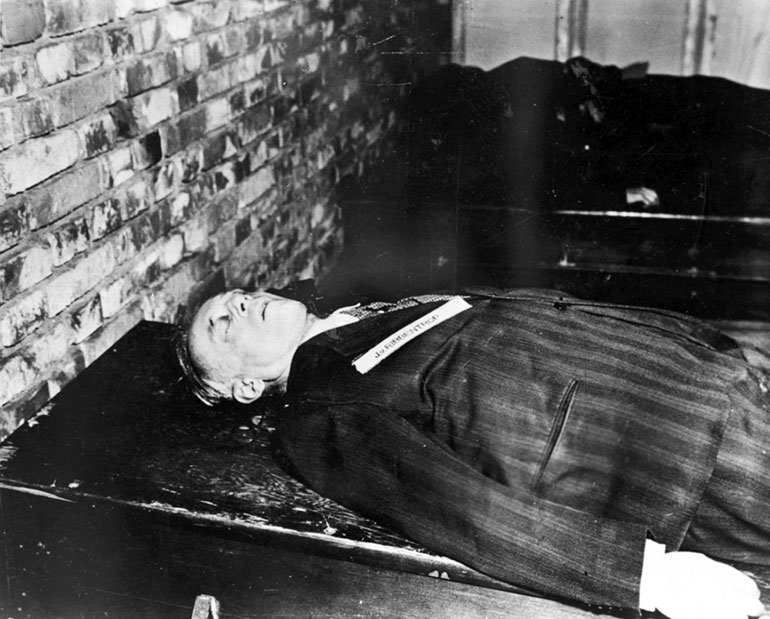
جثة يواخيم فون ريبنتروب
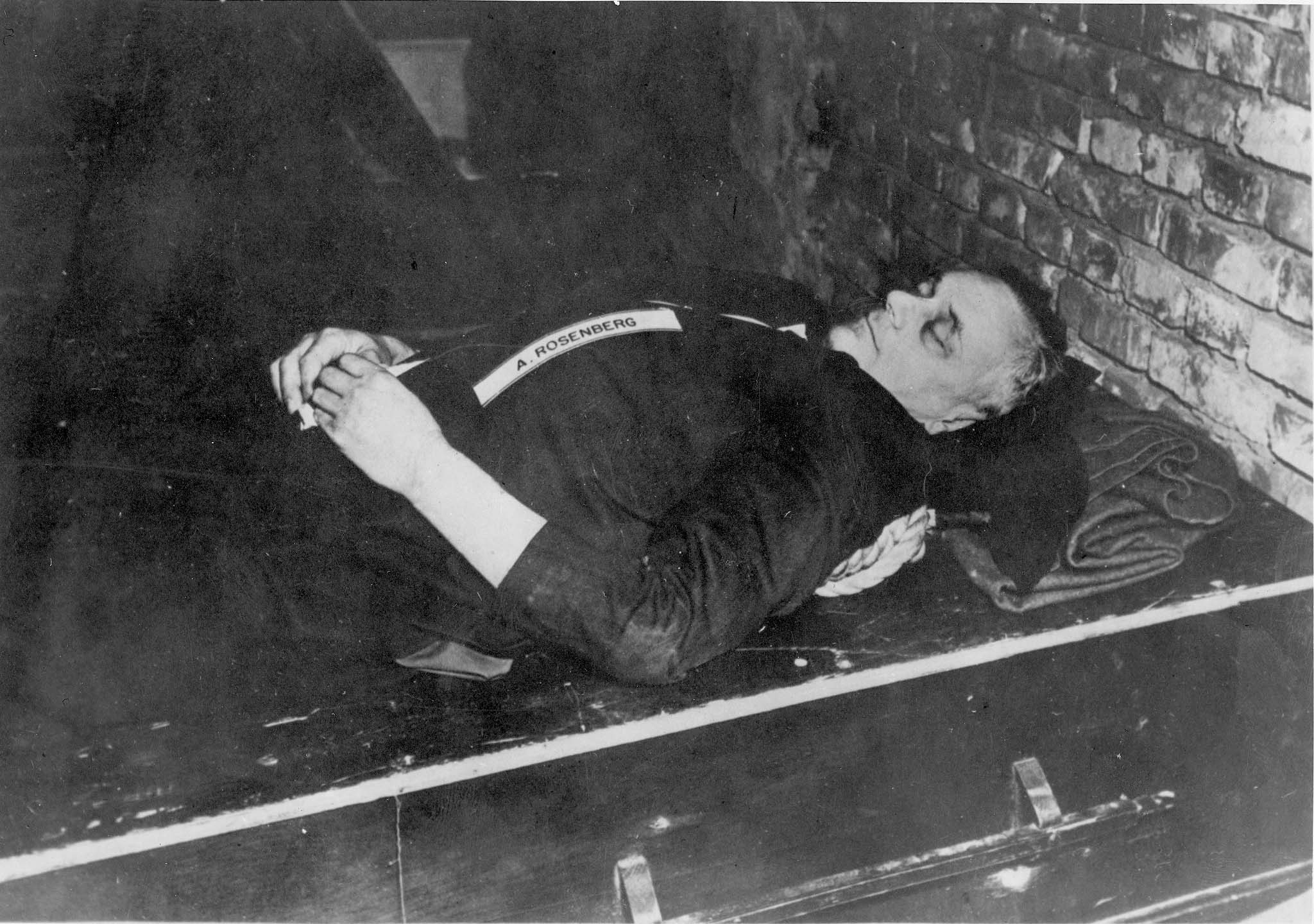
جسد ألفريد روزنبيرغ
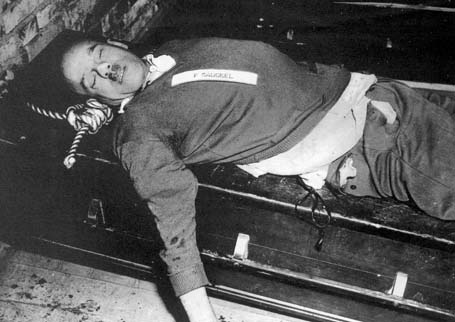
جثة فريتز ساوكل
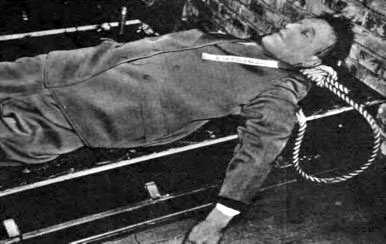
جثة أرتور زايس إنكفارت
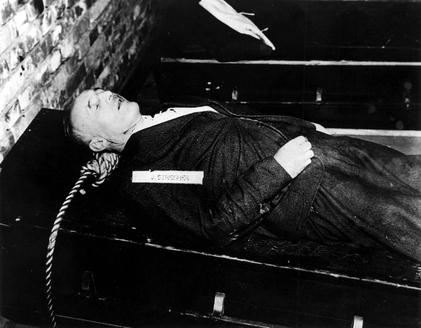
جسد يوليوس شترايخر
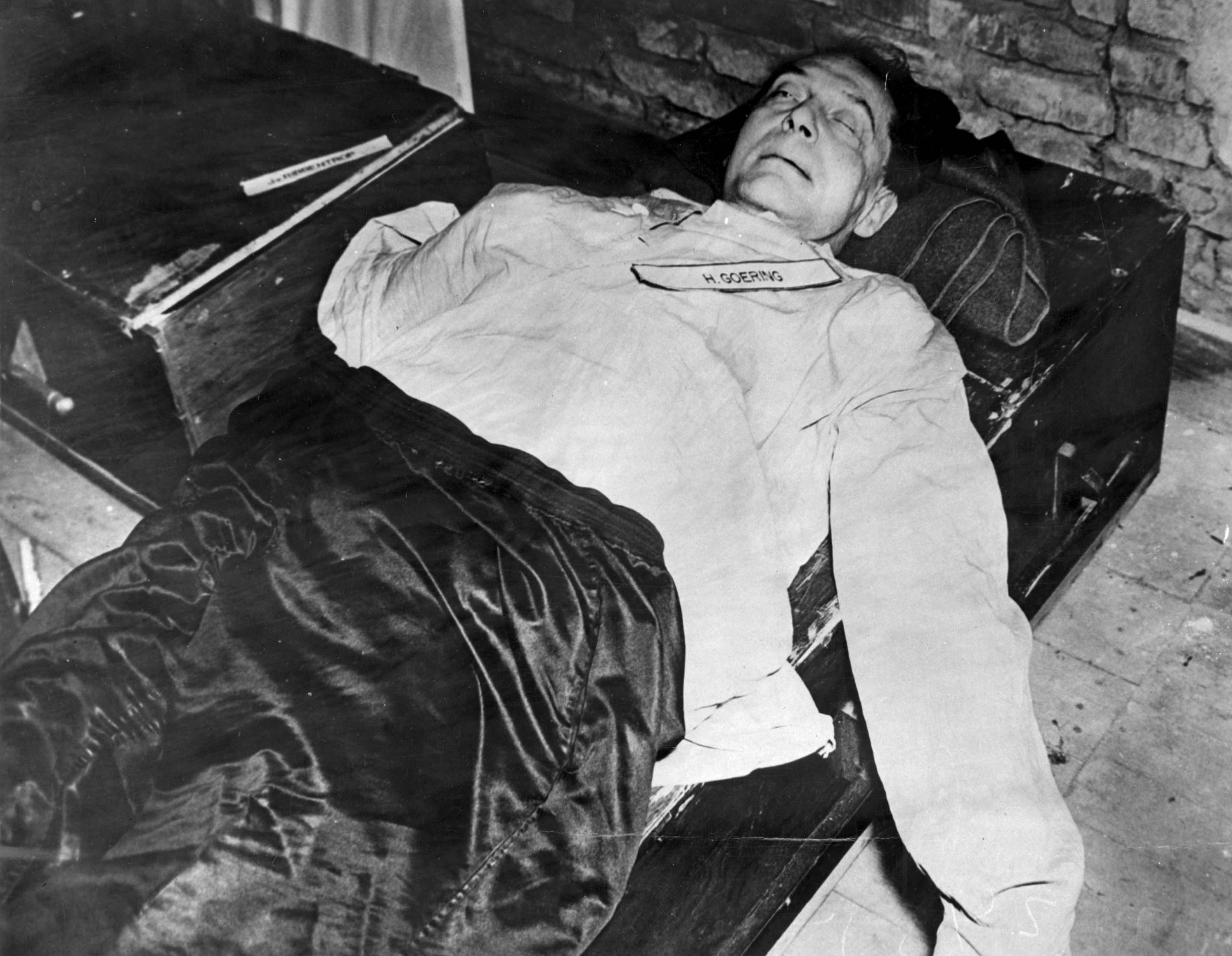
جثة هيرمان غورينغ
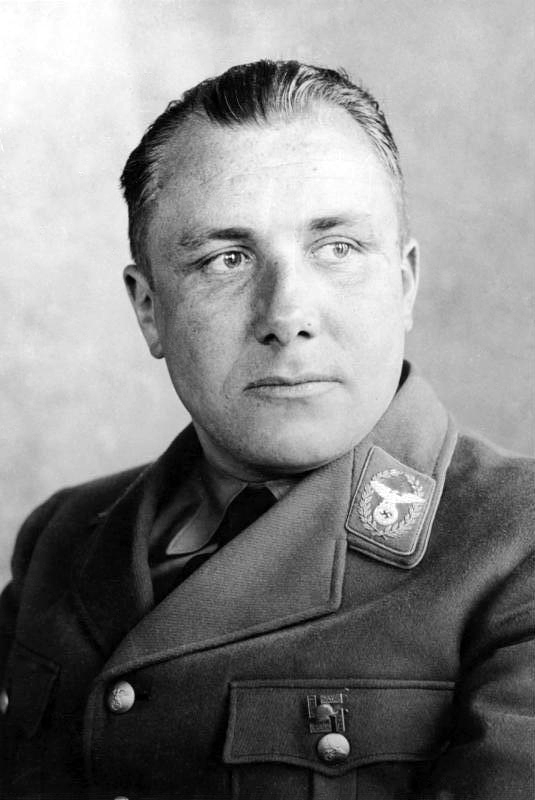
حكم على مارتين بورمان بالإعدام غيابيًا.
- 17 أكتوبر 1946 نشرة إخبارية مع تنفيذ إعدام في الساعة 4:39